# Ginástica nos Jogos Sul-Americanos de 1982
Os eventos de ginástica foram disputados nos Jogos do Cruzeiro do Sul de 1982 em Rosário, Argentina, de 26 de novembro a 5 de dezembro de 1978.

## Resumo de medalhas

### Quadro de medalhas
*   país anfitrião (ARG Argentina)
| Pos.               | País               | Ouro | Prata | Bronze | Total |
| ------------------ | ------------------ | ---- | ----- | ------ | ----- |
| 1                  | BRA Brasil         | 14   | 8     | 3      | 25    |
| 2                  | ARG Argentina      | 0    | 4     | 5      | 9     |
| 3                  | CHI Chile          | 0    | 2     | 3      | 5     |
| 4                  | ECU Equador        | 0    | 0     | 2      | 2     |
| 5                  | PER Peru           | 0    | 0     | 1      | 1     |
| Total (5 entradas) | Total (5 entradas) | 14   | 14    | 14     | 42    |

### Ginástica artística

#### Masculino
| Evento           | Ouro | Prata | Bronze                        |
| ---------------- | --- | --- | ----------------------------- |
| Equipes          | Brasil · Hélio Araújo · Fernando Moreira · João Vicente Machado · Gerson Gnoatto · Pedro Ruhs · Roberto Nassar | Argentina · Miguel Costante · Miguel Lalanne · Raimundo Blanco · Daniel Chu · Néstor Schettino · Fernando Molinari | Chile · Marcelo Toledo ·      |
| Individual geral | Pedro Ruhs BRA Brasil                                                                                          | Gerson Gnoatto BRA Brasil                                                                                          | Hélio Araújo BRA Brasil       |
| Solo             | Hélio Araújo BRA Brasil                                                                                        | Pedro Ruhs BRA Brasil                                                                                              | Raimundo Blanco ARG Argentina |
| Cavalo com alças | Fernando Moreira BRA Brasil                                                                                    | Marcelo Toledo CHI Chile                                                                                           | Iván Ayala ECU Equador        |
| Argolas          | Pedro Ruhs BRA Brasil                                                                                          | Gerson Gnoatto BRA Brasil                                                                                          | Marcelo Toledo CHI Chile      |
| Salto            | Pedro Ruhs BRA Brasil                                                                                          | Hélio Araújo BRA Brasil                                                                                            | Marcelo Toledo CHI Chile      |
| Barras paralelas | Gerson Gnoatto BRA Brasil                                                                                      | Marcelo Toledo CHI Chile                                                                                           | Pedro Ruhs BRA Brasil         |
| Barra fixa       | Gerson Gnoatto BRA Brasil                                                                                      | Raimundo Blanco ARG Argentina                                                                                      | Iván Ayala ECU Equador        |

#### Feminino
| Evento              | Ouro | Prata | Bronze                         |
| ------------------- | --- | --- | ------------------------------ |
| Equipes             | Brasil · Jaqueline Pires · Altair Prado · Cláudia Magalhães · Denilce Campos · Tatiana Figueiredo · Marcela Alonso | Argentina · Patricia Miracle · Andrea Moretón · Cecilia Ibarrondo · Marina Magas · Carina López · Karina Briozzo | Peru ·                         |
| Individual geral    | Altair Prado BRA Brasil                                                                                            | Jaqueline Pires BRA Brasil                                                                                       | Patricia Miracle ARG Argentina |
| Salto               | Jaqueline Pires BRA Brasil                                                                                         | Altair Prado BRA Brasil                                                                                          | Patricia Miracle ARG Argentina |
| Barras assimétricas | Altair Prado BRA Brasil                                                                                            | Jaqueline Pires BRA Brasil                                                                                       | Tatiana Figueiredo BRA Brasil  |
| Trave               | Altair Prado BRA Brasil                                                                                            | Patricia Miracle ARG Argentina                                                                                   | Andrea Moretón ARG Argentina   |
| Solo                | Jaqueline Pires BRA Brasil                                                                                         | Altair Prado BRA Brasil                                                                                          | Patricia Miracle ARG Argentina |